# Риджмарк (Каліфорнія)
Риджмарк (англ. Ridgemark) — переписна місцевість (CDP) в США, в окрузі Сан-Беніто штату Каліфорнія. Населення — 3212 особи (2020).

## Географія
Риджмарк розташований за координатами 36°48′30″ пн. ш. 121°21′44″ зх. д. / 36.80833° пн. ш. 121.36222° зх. д. (36.808241, -121.362280).  За даними Бюро перепису населення США в 2010 році переписна місцевість мала площу 6,66 км², уся площа — суходіл.

## Демографія
Згідно з переписом 2010 року, у переписній місцевості мешкало 3016 осіб у 1207 домогосподарствах у складі 917 родин. Густота населення становила 453 особи/км².  Було 1260 помешкань (189/км²).
Расовий склад населення:
| - 83,6 % — білих - 3,5 % — азіатів - 0,8 % — чорних або афроамериканців - 0,5 % — корінних американців - 0,1 % — вихідців з тихоокеанських островів - 8,2 % — осіб інших рас |

До двох чи більше рас належало 3,4 %. Частка іспаномовних становила 20,7 % від усіх жителів.
За віковим діапазоном населення розподілялося таким чином: 20,6 % — особи молодші 18 років, 54,7 % — особи у віці 18—64 років, 24,7 % — особи у віці 65 років та старші. Медіана віку мешканця становила 49,1 року. На 100 осіб жіночої статі у переписній місцевості припадало 93,1 чоловіків;  на 100 жінок у віці від 18 років та старших — 92,9 чоловіків також старших 18 років.
Середній дохід на одне домашнє господарство  становив 118 953 долари США (медіана — 101 587), а середній дохід на одну сім'ю — 131 631 долар (медіана — 118 450). За межею бідності перебувало 2,3 % осіб, у тому числі 2,5 % дітей у віці до 18 років та 2,3 % осіб у віці 65 років та старших.
Цивільне працевлаштоване населення становило 1554 особи. Основні галузі зайнятості: освіта, охорона здоров'я та соціальна допомога — 16,2 %, мистецтво, розваги та відпочинок — 15,3 %, роздрібна торгівля — 12,9 %.